# Ірличок
Ірличо́к (Piprites) — рід горобцеподібних птахів родини тиранових (Tyrannidae). Представники цього роду мешкають в Центральній і Південній Америці. 

## Опис
Ірлички — невеликі, кремезні птахи з відносно великими головами і короткими, сплюснутими з боків дзьобами. Середня довжина ірличків становить 12-14 см, а вага 15–21 г. Перші два пальці на лапах у них зрослися. Ірлички живуть на деревах, живляться безхребетними і дрібними плодами.

## Таксономія і систематика
Раніше ірличків відносили до родини манакінових (Pipridae), однак за результатами низки молекулярно-генетичних досліджень їх було переведено до родини тиранових. Вони займають базальне положення по відношенню до інших представників родини і виділяються у окрему підродину Pipritinae. Деякі дослідники пропонують виділити їх у окрему родину Pipritidae.

## Види
Виділяють три види:
- Ірличок сіроголовий (Piprites griseiceps)
- Ірличок оливковий (Piprites chloris)
- Ірличок пломенистий (Piprites pileata)

## Етимологія
Наукова назва роду Piprites походить від сполучення наукової назви роду Манакін (Pipra Linnaeus, 1764) і суффікса дав.-гр. ιτης — той, що нагадує.